# Caromama II
Caromama II (Karomama) foi uma rainha do Antigo Egito da época da XXII dinastia no Terceiro Período Intermediário. Viveu entre cerca de 850 e 825 a.C.. Era esposa do faraó Taquelote II (que também era seu tio) e neta do faraó Osocor II.
Caromama desempenhou funções de adoradora divina de Amon, cargo religioso que implicava que a sua detentora dedicasse a sua vida ao deus Amon, realizando determinadas cerimónias que visavam propiciar e pacificar o deus. As adoradoras divinas foram mulheres poderosas, embora estivessem em sintonia com o poder do faraó, visto que eram irmãs, filhas ou esposas destes.
Esta rainha é famosa devido a uma estátua de bronze, com incrustações de ouro, prata e eletro que se encontra hoje no Museu do Louvre em Paris. Na estátua Caromama surge representada com um vestido plissado e com umas asas que envolvem a parte inferior do seu corpo. Com os braços estendidos, a estátua tinha nas suas mãos dois sistros que desapareceram. Estes sistros estavam relacionados com uma das cerimónias religiosas que as adoradoras realizavam, na qual agitavam esses sistros. A estátua tinha uma coroa, igualmente desaparecida, colocada sobre a peruca, onde se vê a serpente ureu. A estátua estaria colocada originalmente no interior do templo de Karnak, tendo sido um encargo do tesoureiro-mor de Caromama. Foi adquirida em Tebas em 1829 por Jean-François Champollion.